# Eerste divisie (mannenhandbal) 1995/96
De eerste divisie is de op een na hoogste afdeling van het Nederlandse handbal bij de heren op landelijk niveau. In het seizoen 1995/1996 promoveerden UDSV en Caesar naar de eredivisie. Sparta Groningen, Actief (P), PSV en NOAV degradeerden naar de tweede divisie.

## Opzet
- De kampioenen promoveren rechtstreeks naar de eredivisie (mits er niet al een hogere ploeg van dezelfde vereniging in de eredivisie speelt).
- De ploegen die als een-na-laatste (elfde) en laatste (twaalfde) eindigen degraderen rechtstreeks naar de tweede divisie.

## Eerste divisie A

### Teams
| Ploeg              | Plaats      | Provincie     |
| ------------------ | ----------- | ------------- |
| Actief (P)         | Paterswolde | Drenthe       |
| Anova/E&O 2        | Emmen       | Drenthe       |
| De Blinkert        | Haarlem     | Noord-Holland |
| De Gazellen        | Doetinchem  | Gelderland    |
| Hurry-Up           | Zwartemeer  | Drenthe       |
| Olympia HGL        | Hengelo     | Overijssel    |
| Saturnus '72       | Ridderkerk  | Zuid-Holland  |
| Saturnus Leiden    | Leiden      | Zuid-Holland  |
| Sparta Groningen   | Groningen   | Groningen     |
| Thrifty/Aalsmeer 2 | Aalsmeer    | Noord-Holland |
| UDSV               | Utrecht     | Utrecht       |
| Volendam           | Volendam    | Noord-Holland |

### Stand
| Pos | Club               | Wed | W  | G | V  | Ptn | DV  | DT  | +/−  | Opmerking                      |
| --- | ------------------ | --- | -- | - | -- | --- | --- | --- | ---- | ------------------------------ |
| 1   | Thrifty/Aalsmeer 2 | 22  | 20 | 1 | 1  | 41  | 568 | 408 | +160 |                                |
| 2   | UDSV               | 23  | 15 | 2 | 6  | 32  | 522 | 427 | +95  | Promotie naar eredivisie       |
| 3   | Olympia HGL        | 23  | 15 | 2 | 6  | 32  | 546 | 491 | +55  |                                |
| 4   | De Gazellen        | 22  | 11 | 3 | 8  | 25  | 472 | 445 | +27  |                                |
| 5   | Saturnus Leiden    | 22  | 12 | 0 | 10 | 24  | 472 | 471 | +1   |                                |
| 6   | Saturnus '72       | 22  | 10 | 3 | 9  | 23  | 456 | 448 | +8   |                                |
| 7   | Volendam           | 22  | 9  | 4 | 9  | 22  | 497 | 479 | -21  |                                |
| 8   | De Blinkert        | 22  | 7  | 3 | 12 | 17  | 439 | 475 | -36  |                                |
| 9   | Anova/E&O 2        | 22  | 7  | 2 | 13 | 16  | 436 | 494 | −58  |                                |
| 10  | Hurry-Up           | 23  | 7  | 1 | 15 | 15  | 463 | 517 | −54  |                                |
| 11  | Sparta Groningen   | 23  | 6  | 1 | 16 | 16  | 470 | 532 | −62  | Degradatie naar tweede divisie |
| 12  | Actief (P)         | 22  | 4  | 0 | 18 | 8   | 344 | 498 | −154 | Degradatie naar tweede divisie |

### Beslissingswedstrijden

#### Beslissingswedstrijd promotie
|  | UDSV | 20 - 20 | Olympia HGL |  |
|  |      |         |             |  |
|  |      |         |             |  |

UDSV promoveert naar de eredivisie.

#### Beslissingswedstrijd degradatie
|  | Hurry-Up | 24 - 23 | Sparta Groningen |  |
|  |          |         |                  |  |
|  |          |         |                  |  |

Sparta Groningen degradeert naar de tweede divisie.

## Eerste divisie B

### Teams
| Ploeg                 | Plaats      | Provincie     |
| --------------------- | ----------- | ------------- |
| Atomium '61           | Rotterdam   | Zuid-Holland  |
| Caesar                | Beek        | Limburg       |
| DES '72               | Papendrecht | Zuid-Holland  |
| EDH                   | Delft       | Zuid-Holland  |
| EMZ                   | Eindhoven   | Noord-Brabant |
| Groene Ster           | Zevenbergen | Noord-Brabant |
| Hellas                | Den Haag    | Zuid-Holland  |
| Horn/Sittardia 2      | Sittard     | Limburg       |
| NOAV                  | Susteren    | Limburg       |
| PSV                   | Eindhoven   | Noord-Brabant |
| Van der Voort/Quintus | Kwintsheul  | Zuid-Holland  |
| WIK                   | Vlaardingen | Zuid-Holland  |

### Stand
| Pos | Club                  | Wed | W  | G | V  | Ptn | DV  | DT  | +/−  | Opmerking                      |
| --- | --------------------- | --- | -- | - | -- | --- | --- | --- | ---- | ------------------------------ |
| 1   | Caesar                | 22  | 19 | 1 | 2  | 39  | 499 | 412 | +87  | Promotie naar eredivisie       |
| 2   | Hellas                | 22  | 17 | 2 | 3  | 36  | 480 | 378 | +102 |                                |
| 3   | Van der Voort/Quintus | 22  | 15 | 0 | 7  | 30  | 479 | 366 | +113 |                                |
| 4   | EDH                   | 22  | 14 | 0 | 8  | 28  | 463 | 448 | +15  |                                |
| 5   | Atomium '61           | 22  | 11 | 1 | 10 | 23  | 490 | 484 | +6   |                                |
| 6   | DES '72               | 22  | 9  | 3 | 10 | 21  | 496 | 481 | -13  |                                |
| 7   | EMZ                   | 22  | 9  | 2 | 11 | 20  | 440 | 424 | 16   |                                |
| 8   | Horn/Sittardia 2      | 22  | 9  | 2 | 11 | 20  | 427 | 459 | -32  |                                |
| 9   | Groene Ster           | 22  | 8  | 2 | 12 | 18  | 459 | 487 | −28  |                                |
| 10  | WIK                   | 22  | 7  | 1 | 14 | 15  | 451 | 456 | −5   |                                |
| 11  | PSV                   | 22  | 4  | 1 | 17 | 9   | 432 | 557 | −125 | Degradatie naar tweede divisie |
| 12  | NOAV                  | 22  | 2  | 1 | 19 | 5   | 395 | 568 | −173 | Degradatie naar tweede divisie |